# Rajd Meksyku

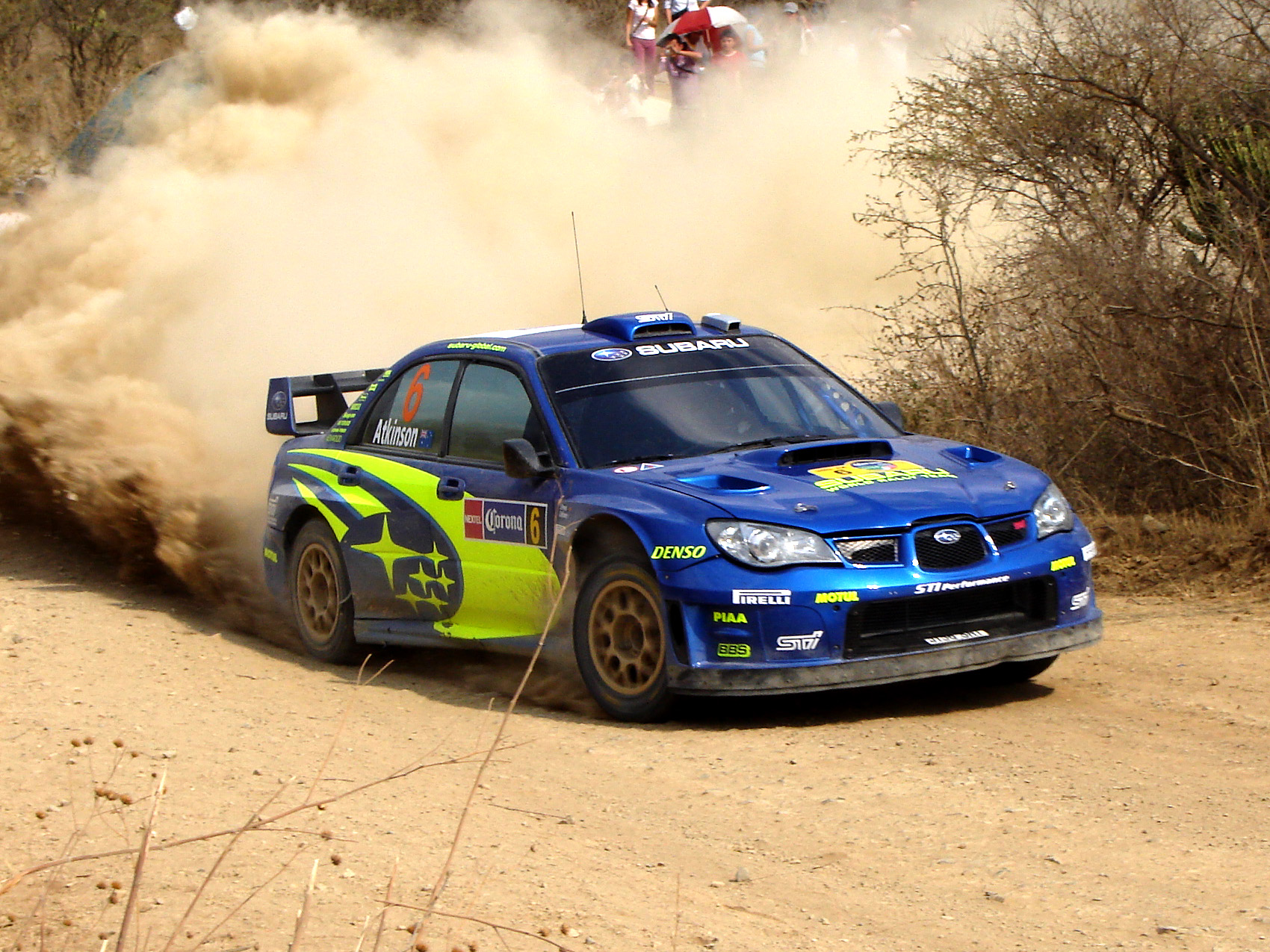
Chris Atkinson podczas Rajdu Meksyku 2008

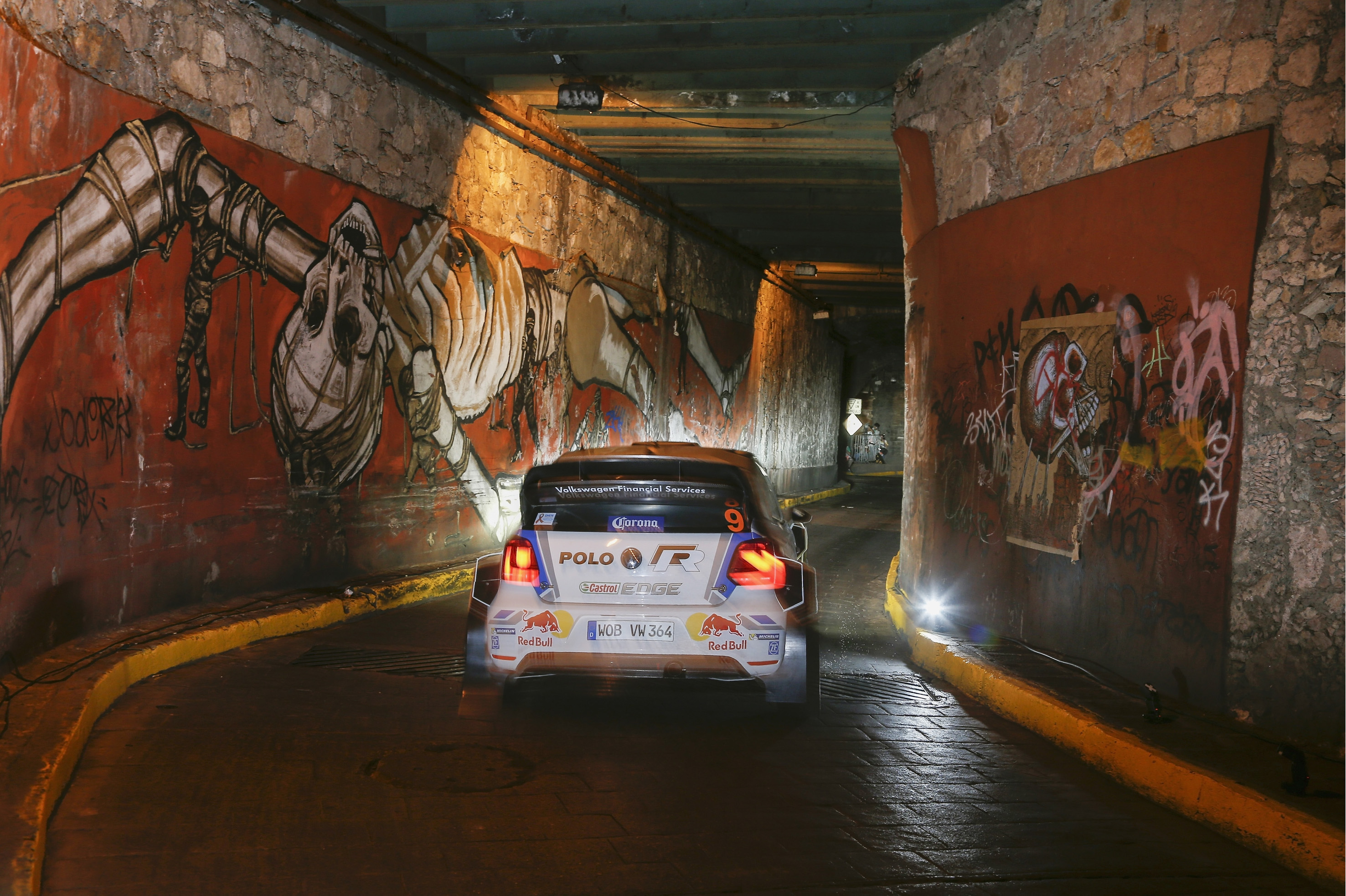
Andreas Mikkelsen podczas Rajdu Meksyku 2014

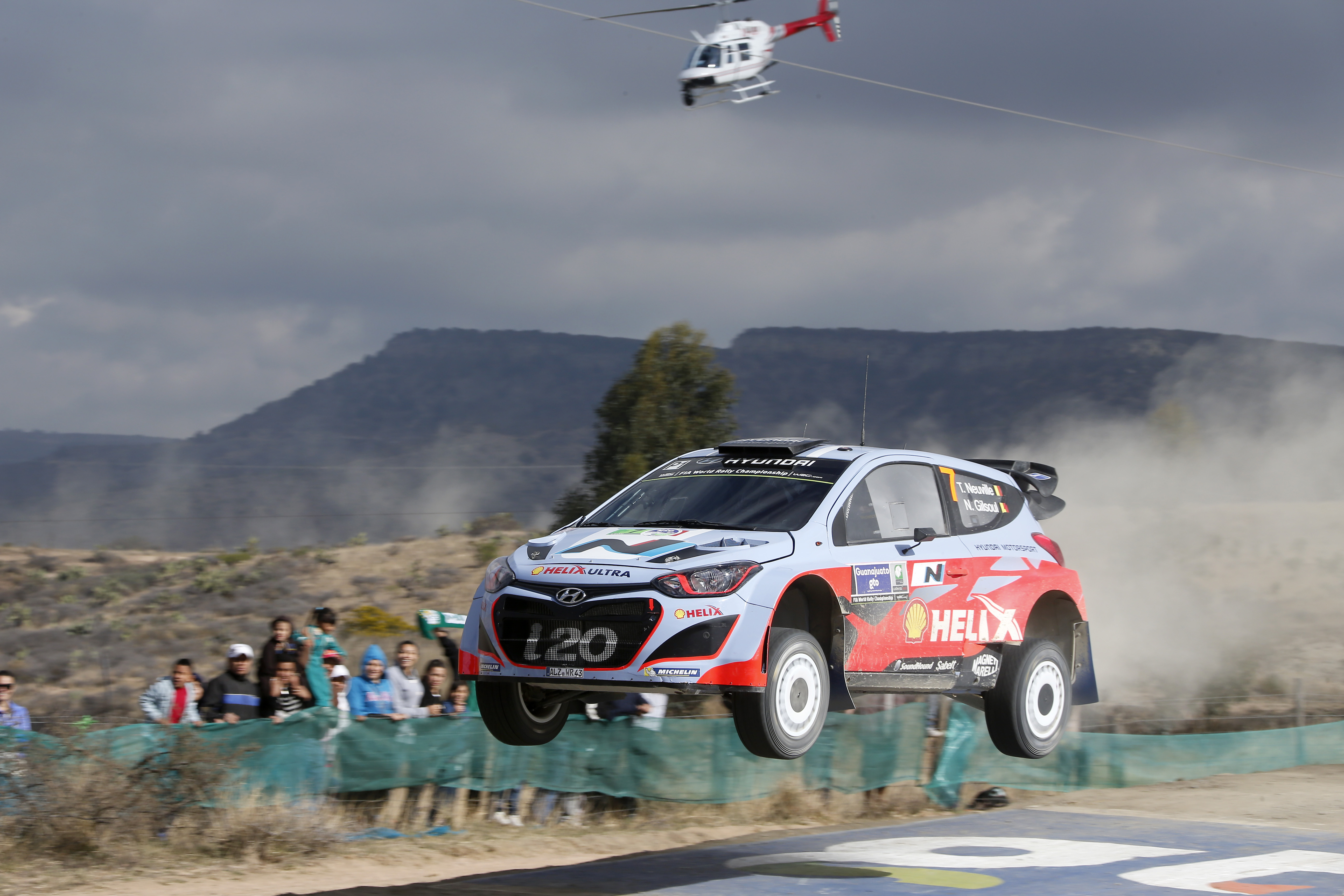
Thierry Neuville podczas Rajdu Meksyku 2014

Rajd Meksyku (oficjalnie Corona Rally Mexico) – rajd samochodowy organizowany na wyżynach środkowego Meksyku w okolicach León. Rajd odbywa się w wysokogórskim rejonie Meksyku. Trasa ma około 1040 km podzielonych na 15 odcinków specjalnych i łączące je odcinki dojazdowe.
Pierwsza edycja odbyła się w 1993, a od 2004 roku jest eliminacją Rajdowych Mistrzostw Świata. Rajd odbywa się w większości na szutrowych drogach.

## Zwycięzcy Rajdu Meksyku[1]
| Rok  | Kierowca           | Pilot                 | Samochód                    | Kategoria  |
| ---- | ------------------ | --------------------- | --------------------------- | ---------- |
| 1993 | Giuseppe Spataro   | Jean Noel Valdelièvre | Mitsubishi Eclipse          |            |
| 1994 | Agustín Zamora     | Gabriel Marín         | Mitsubishi Eclipse          |            |
| 1997 | Roger Hull         | Sean Gallagher        | Mitsubishi Eclipse          |            |
| 1998 | Carlos Izquierdo   | Angélica Fuentes      | Nissan Tsuru                |            |
| 1999 | Gabriel Marín      | Javier Marín          | Mitsubishi Lancer Evolution |            |
| 2000 | Douglas Gore       | Mark Nelson           | Mitsubishi Lancer Evolution |            |
| 2001 | Ramón Ferreyros    | Raúl Velit            | Toyota Celica               |            |
| 2002 | Harri Rovanperä    | Risto Pietiläinen     | Peugeot 206 WRC             |            |
| 2003 | Marcos Ligato      | Rubén García          | Mitsubishi Lancer Evolution |            |
| 2004 | Markko Märtin      | Michael Park          | Ford Focus RS WRC           | WRC        |
| 2005 | Petter Solberg     | Phil Mills            | Subaru Impreza WRC          | WRC        |
| 2006 | Sébastien Loeb     | Daniel Elena          | Citroën Xsara WRC           | WRC        |
| 2007 | Sébastien Loeb     | Daniel Elena          | Citroën C4 WRC              | WRC        |
| 2008 | Sébastien Loeb     | Daniel Elena          | Citroën C4 WRC              | WRC        |
| 2009 | Manfred Stohl      | Ilka Minor            | Mitsubishi Lancer Evolution |            |
| 2010 | Sébastien Loeb     | Daniel Elena          | Citroën C4 WRC              | WRC        |
| 2011 | Sébastien Loeb     | Daniel Elena          | Citroën DS3 WRC             | WRC        |
| 2012 | Sébastien Loeb     | Daniel Elena          | Citroën DS3 WRC             | WRC        |
| 2013 | Sébastien Loeb     | Daniel Elena          | Citroën DS3 WRC             | WRC        |
| 2014 | Sébastien Ogier    | Julien Ingrassia      | Volkswagen Polo R WRC       | WRC        |
| 2015 | Sébastien Ogier    | Julien Ingrassia      | Volkswagen Polo R WRC       | WRC        |
| 2016 | Jari-Matti Latvala | Miikka Anttila        | Volkswagen Polo R WRC       | WRC        |
| 2017 | Kris Meeke         | Paul Nagle            | Citroën C3 WRC              | WRC, NACAM |
| 2018 | Sébastien Ogier    | Julien Ingrassia      | Ford Fiesta WRC             | WRC, NACAM |
| 2019 | Sébastien Ogier    | Julien Ingrassia      | Citroën C3 WRC              | WRC, NACAM |
| 2020 | Sébastien Ogier    | Julien Ingrassia      | Toyota Yaris WRC            | WRC, NACAM |
| 2022 | Mads Østberg       | Johan Johansson       | Škoda Fabia R5              | NACAM      |
| 2023 | Sébastien Ogier    | Vincent Landais       | Toyota GR Yaris Rally1      | WRC, NACAM |

- WRC – Rajdowe mistrzostwa świata
- NACAM – Rajdowe Mistrzostwa Ameryki Północnej i Ameryki Środkowej